# オープンボルト

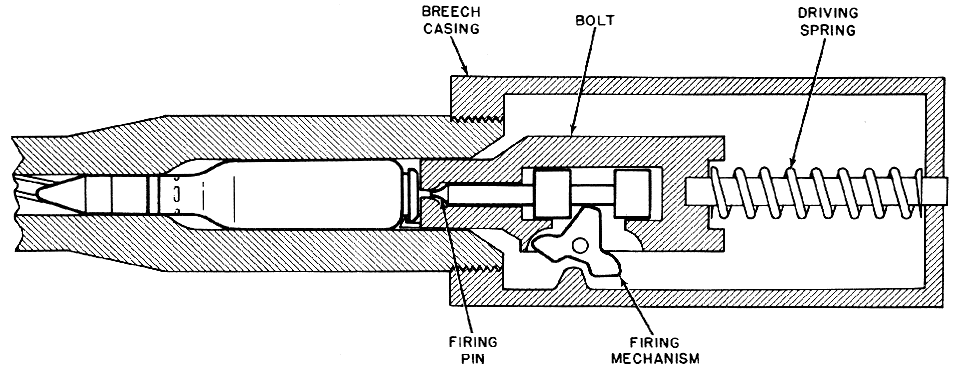
APIブローバック方式において、前進中のボルト・弾薬を示す模式図

オープンボルト方式とは、自動火器の発射サイクルの方式の一つである。

## 概要
自動火器で、それが発射できる状態の時に、ボルト（遊底）と稼働部品が後退したまま保持されるものを、オープンボルト方式と呼ぶ。
引き金（トリガー）を引くと、ボルトが前に進み、弾倉（マガジンや給弾帯）から薬室（チェンバー）へ弾を移動させて、薬室を閉鎖してから撃発が行われ、弾丸を発射する。
他の外部の動力を必要としない自動装填式の設計と同様に、ボルトは発射のエネルギーによって後退しつつ空薬莢を排出し、次の発射に備える。
オープンボルト方式は、普通はフルオートの武器に用いられ、セミオートの武器には用いられない。APIブローバック方式の火器は、必然的にオープンボルト方式となる。

## 長所
クローズドボルト方式と比較して、オープンボルト方式の武器は、一般的に可動部品が少ない。オープンボルト方式の場合、ファイアリングピン（撃針）は通常ボルトの一部であり、加工コストが抑えられる。
オープンボルトでは薬室の過熱によるコックオフが発生しない。クローズドボルト方式では弾薬を薬室に込めておかないと射撃できないが、オープンボルト方式では、引き金を操作しない限り薬室に弾薬が込められることはない。かつボルトが後退した状態では銃身の前後が開放されているので、空気が銃身の内腔を通ることができ、通常はクローズドボルト方式よりも冷却されやすい。そのため機関銃のような持続射撃を行うフルオート武器に適している。

## 短所
落下などによる衝撃で暴発しやすい傾向がある。とくに弾薬入りの弾倉を装着し、ボルトを前進させた状態で持ち運ぶ際、銃床をぶつける等の衝撃が加わるとボルトが慣性で後退し、弾を発射するおそれがある。これに似たトラブルとして、コッキングハンドルを引いている途中で手を滑らせるなど、ボルトを手動で後退させるのに失敗した場合、製品によってはボルトが前進して弾が発射されてしまう危険がある。いずれにしても引き金を操作しない限り連射機構は働かず、誤発射は一発にとどまる。
発射可能状態ではボルトが開いているので、泥などの異物が入りやすい。そこで、ごみや泥が入らないように、排莢口にドアやそれに似た仕組みを追加する必要に迫られることがある。
引き金を引いてから実際に撃発が起こるまでの時間差が大きく、プロペラ同調装置を使うことができない。
引き金を引くための力がやや重く、またあらかじめ後退していたボルトアッセンブリーが解放されて前進する際、ハンマーやストライカーのみを解放する場合より大きな振動・衝撃が発生するため、クローズドボルト方式に比べて初弾の命中精度が悪化しやすい。

## 法規制
オープンボルト方式の武器は、セミオートから簡単にフルオートに改造できるため、アメリカでは1982年にATFが規制をおこなった。規制後につくられたオープンボルト方式のセミオート武器は、フルオートと同じ分類になり、同様に管理されるようになった（ただし、規制前に作られたものはGrandfather clauseにより規制対象外となる）。